# Mansa Sacura
Mansa Sacura (em francês: Sakoura Mansa) foi o sexto mansa do Império do Mali, governando de 1285 a 1300 em sucessão de Abubacar I (r. 1275–1285). Reconquistou Gao dos songais, restabeleceu a ordem interna, ampliou os domínios e esfera de influência do Mali. Foi morto por nômades do Saara quando retornava de seu haje (peregrinação) a Meca e foi sucedido por Gao (r. 1300–1305).